# Anzehā
Anzehā (persiska: انزها) är en ort i Iran.   Den ligger i provinsen Teheran, i den centrala delen av landet, 110 km öster om huvudstaden Teheran. Anzehā ligger 1 632 meter över havet och antalet invånare är 592.
Terrängen runt Anzehā är huvudsakligen lite bergig. Anzehā ligger nere i en dal. Runt Anzehā är det ganska glesbefolkat, med 23 invånare per kvadratkilometer. Närmaste större samhälle är Ḩeşār Bon, 13,5 km väster om Anzehā. Trakten runt Anzehā består i huvudsak av gräsmarker.